# 独花乌头
独花乌头（学名：Aconitum fletcherianum）为毛茛科乌头属下的一个种。

## 扩展阅读
- 維基物種上的相關：独花乌头